# ルーシャス・ケアリー (第2代フォークランド子爵)
第2代フォークランド子爵ルーシャス・ケアリー（英語: Lucius Cary, 2nd Viscount Falkland、1610年 - 1643年9月20日）は、イングランドの政治家、貴族。盟友のエドワード・ハイド（後のクラレンドン伯爵）とともに清教徒革命（イングランド内戦）期の穏健派として知られる。
法の支配や議会と国王の均衡を要求し、1629年以来議会を招集せずに専制政治を行っていた国王チャールズ1世に反対した。1640年に11年ぶりに招集された議会で庶民院議員となり、1641年には親政期の専制政治の中心人物である国王側近ストラフォード伯爵トマス・ウェントワースの弾劾に主導的役割を果たした。しかし国王と議会の均衡を求める立場である彼は国王大権の侵害には反対であり、国王大権の剥奪を求める急進的進歩派が議会の支配的勢力となると、それを懸念して穏健王党派に転じた。
1642年に国王がヨークへ逃れると彼もそこへ逃れ、国王秘書長官に任じられた。その後、議会派と王党派の内戦が始まると国王軍の指揮官となったが、自らの思想と相いれない立場に思い悩み、1643年の第一次ニューベリーの戦いで自殺同然の戦死を遂げた。

## 経歴

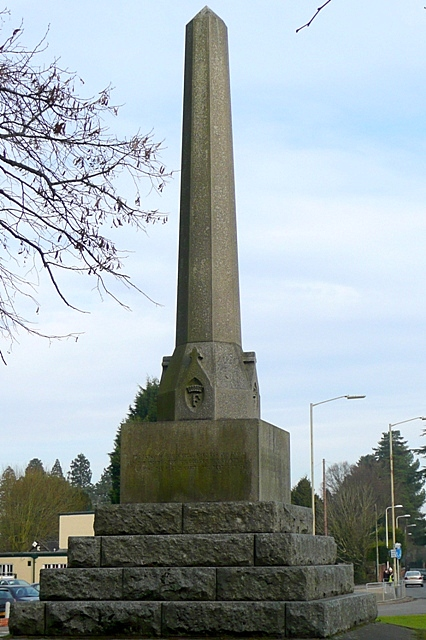
戦死した地であるニューベリーに立つフォークランド・メモリアル。

1610年に後に初代フォークランド子爵に叙されるヘンリー・ケアリーとその妻エリザベス（旧姓タンフィールド）の長男として生まれる。
ダブリン大学トリニティ・カレッジやケンブリッジ大学セント・ジョンズ・カレッジで学ぶ。卒業後、ネーデルラントで戦った。
1633年9月25日に父が死去し、スコットランド貴族爵位の第2代フォークランド子爵位を継承した。
当時の国王チャールズ1世は、1629年以来議会を招集せず、親政を展開しており、その親政下に初代ストラフォード伯爵トマス・ウェントワースやウィリアム・ロードなど国王側近による強権的統治が行われていた。これを危惧したフォークランド子爵は、オックスフォードシャー・グレート・ティーの領地にジョン・セルデン、ギルバート・シェルドン、ウィリアム・チリングワース、エドワード・ハイド（後の初代クラレンドン伯爵）、トマス・ホッブズなど進歩派の神学者や思想家を招き、彼らとの交流を深めて反専制の進歩思想を確立した。
金欠に苦しむチャールズ1世は1640年に11年ぶりに議会（短期議会・長期議会）を招集した。この議会でフォークランド子爵はワイト島ニューポート選挙区から選出されて庶民院議員となった。議会内ではハイドやセルデンとともに穏健進歩派の議員として行動し、法の支配、議会と国王の均衡、親政以前の政治慣行の復活、プロテスタントに基づく国教会の確立を要求した。また親政時代に行われた圧政を厳しく追及し、1641年2月から始まったストラフォード伯弾劾では急先鋒となった。
チャールズ1世についてもある程度批判したが、彼は専制を行ったのは国王側近たちであり、したがって彼らを排除すれば専制は除去されると考えており、国王排除には反対だった。そのため国王の枢密顧問官や高官を議会の管理下に置く内容の『議会の大諫奏』については国王大権の侵害として反対したが、大諫奏は1641年11月に僅差で可決された。これにより議会派は急進派と穏健派に完全分裂し、フォークランド子爵ら穏健派は穏健王党派に転じ始めた。議会は国王に軍隊統帥権の譲渡も迫ったが、フォークランド子爵らは応じるべきではないと国王に助言している。
1642年1月には強硬王党派の初代ブリストル伯爵ジョン・ディグビーにそそのかされたチャールズ1世がジョン・ピムら急進進歩派の議員をクーデタ的に逮捕しようとして失敗する事件が発生した。この事件に対する憤慨により議会は急進的進歩派が牛耳るところとなった。一方国王はイングランド北部のヨークへ逃亡し、そこを王党派の拠点にし始めた。
フォークランド子爵やハイドら穏健派も議会内で「国王に有害な助言を行っている陰謀家」と糾弾されるようになり、身に危険を感じた2人はロンドンを離れ、ヨークの国王のもとへ合流した。この際にフォークランド子爵は国王より国王秘書長官と枢密顧問官に任命された。
1642年6月に議会は国王に対して19か条提案を送り付け、国王の高官・裁判官任免権、軍の統帥権、教会改革権を議会に譲渡することを要求した。これに対してフォークランド子爵とハイドは反論文を作成して議会に送り返した。それは「我々の先人たちの経験と知恵は、イングランドの政体を君主制、貴族制（貴族院）、民主制（庶民院）の3つを混合することで、それぞれの利点を王国に与えることができるように、また均衡が3つの身分間に存在する限り、それぞれの制度に内在する不都合が生じないようにと築き上げてきた。君主制の長所は一人の君主のもとに国民を統合し、その結果外敵の侵略や国内の暴動を阻止することである。貴族制の長所は人々の利益のために、国の最も有能な人物を会議体へと結びつけることである。民主制の長所は自由と自由がもたらす勇気と勤勉である」と論じたうえで、このたびの議会の要求はこの「混合政体により規制された王政」を破壊すると結論していた。
王党派と議会派の内戦（第一次イングランド内戦）が勃発した後、国王軍の将軍となり、チャールズ1世に従って1642年10月のエッジヒルの戦い、1643年8月から9月のグロスター包囲戦に参加した。
一方1643年2月に議会軍から国王が軍の統帥権を放棄するなら和平に応じる用意があるとの和平案が提示されるとフォークランド子爵とハイドはそれを呑むべきと国王に進言するようになった。しかし国王は王妃ヘンリエッタ・マリアや強硬派にそそのかされて、和平案に応じようとしなかった。フォークランド子爵はそれに絶望し、自分の政治思想と相いれない立場に身を置かねばらないことを思い悩むようになり、1643年9月20日の第一次ニューベリーの戦いにおいて自殺同然の突撃をかけて戦死した。

## 栄典

### 爵位
1633年9月25日の父の死により以下の爵位を継承。
- 第2代フォークランド子爵 (2nd Viscount of Falkland)

(1620年11月10日の勅許状によるスコットランド貴族爵位)
- 第2代ケアリー卿 (2nd Lord Cary)

(1620年11月10日の勅許状によるスコットランド貴族爵位)

## 家族
1630年以前にレティシア・モリソン(1611-1647)と結婚。以下の2子を儲けた。
- 長男ルーシャス・ヘンリー・ケアリー(1632-1649) - 第3代フォークランド子爵位を継承
- 次男ヘンリー・ケアリー（英語版）(1634-1663) - 第4代フォークランド子爵位を継承